# Lya De Putti

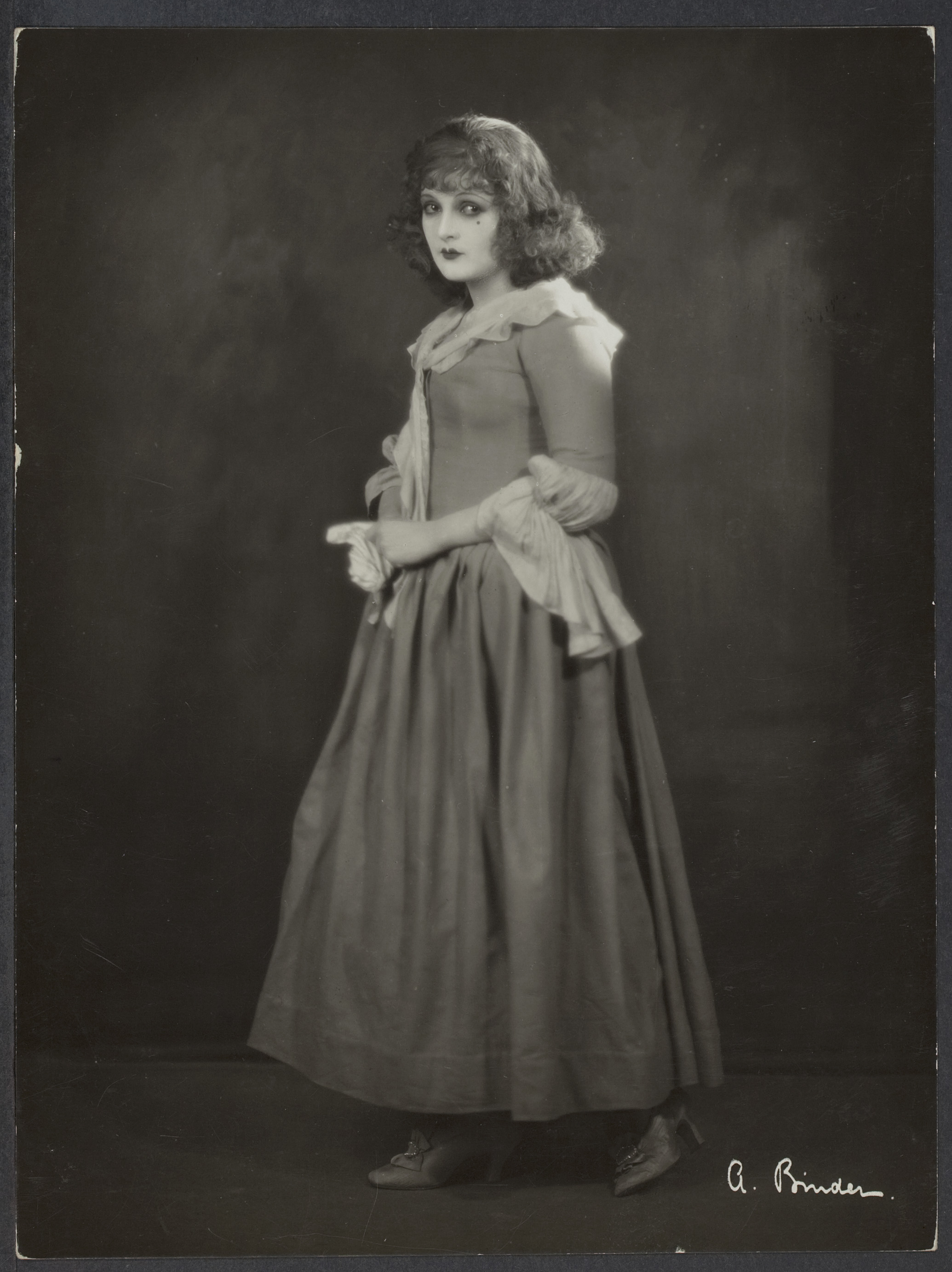
Lya De Putti in de film Manon Lescaut

Lya De Putti (10 januari 1897 - 27 november 1931) was een Hongaars actrice gedurende het tijdperk van de stomme film.

## Biografie
Lya De Putti werd geboren als Amália Putti in Vojčice.
Haar carrière begon in de Hongaarse vaudevilletheaters. Vervolgens vertrok zij naar Berlijn en maakte daar haar eerste film in 1918. Ook werd zij danseres bij de Berlin Winter Garden in 1924. In datzelfde jaar werd zij door de Duitse regisseur Jol Mai gecast in de hitfilm The Mistress of the World. Het jaar daarop speelde zij in de films Manon Lescaut en met Emil Jannings in Varieté. In Duitsland werkte De Putti met acteurs zoals Conrad Veidt, Alfred Abel en Lil Dagover en werd zij geregisseerd door onder andere F.W. Murnau en Fritz Lang.
In 1926 vertrok De Putti naar de Verenigde Staten. Zij nam het imago van vamp aan zoals Theda Bara en Pola Negri en inspireerde haar kapsel op dat van Louise Brooks en Colleen Moore. In dat jaar verscheen zij in haar eerste Amerikaanse productie, The Sorrows of Satan geregisseerd door D.W. Griffith. In een van de scènes verscheen De Putti topless. Zij werkte in Hollywood met acteurs zoals Zasu Pitts en Adolphe Menjou.
De Putti maakte haar debuut op Broadway in 1929. Zij vertrok vervolgens naar het Verenigd Koninkrijk en maakte daar een aantal films.
In de vroege jaren 30 keerde De Putti terug naar Amerika. Zij stierf daar op 34-jarige leeftijd aan de gevolgen van longontsteking. Zij ligt begraven in Westchester County.

## Filmografie
- A császár katonái (1918)
- Pe valurile fericirii (1920)
- Zigeunerblut (1920)
- Du bist das Leben (1921)
- Das indische Grabmal (1921)
- Die Liebschaften des Hektor Dalmore (1921)
- Die treibende Kraft (1921)
- Ilona (1921)
- Othello (1922)
- Der brennende Acker (1922)
- Phantom (1922)
- Die drei Marien und der Herr von Marana (1923)
- Die Schlucht des Todes (1923)
- Die Fledermaus (1923)
- S.O.S. Die Insel der Tränen (1923)
- Thamar, das Kind der Berge (1924)
- Malva (1924)
- Claire, die Geschichte eines jungen Mädchens (1924)
- Die Sklavenkönigin (1924)
- In the Name of the Kaisers (1925)
- Komödianten (1925)
- Varieté (1925)
- Eifersucht (1925)
- Manon Lescaut (1926)
- Junges Blut (1926)
- The Sorrows of Satan (1926)
- Prince of Tempters (1926)
- God Gave Me Twenty Cents (1926)
- Cage of Death (1927)
- The Heart Thief (1927)
- Buck Privates (1928)
- Midnight Rose (1928)
- Charlott etwas verrückt  (1928)
- The Scarlet Lady (1928)
- All About Love (1929)
- The Informer (1929)